# عياشي زيواتشي
عياشي زيواتشي لاعب كرة قدم جزائري ويلعب حاليا لنادي وفاق سطيف.